# Phil Brown
Phil Brown, född den 6 januari 1962 i Birmingham, Storbritannien, är en brittisk friidrottare inom kortdistanslöpning.
Han tog OS-silver på 4 x 400 meter vid friidrottstävlingarna 1984 i Los Angeles. 